# Faculdade de Filosofia e Ciências Humanas da Universidade Federal de Minas Gerais

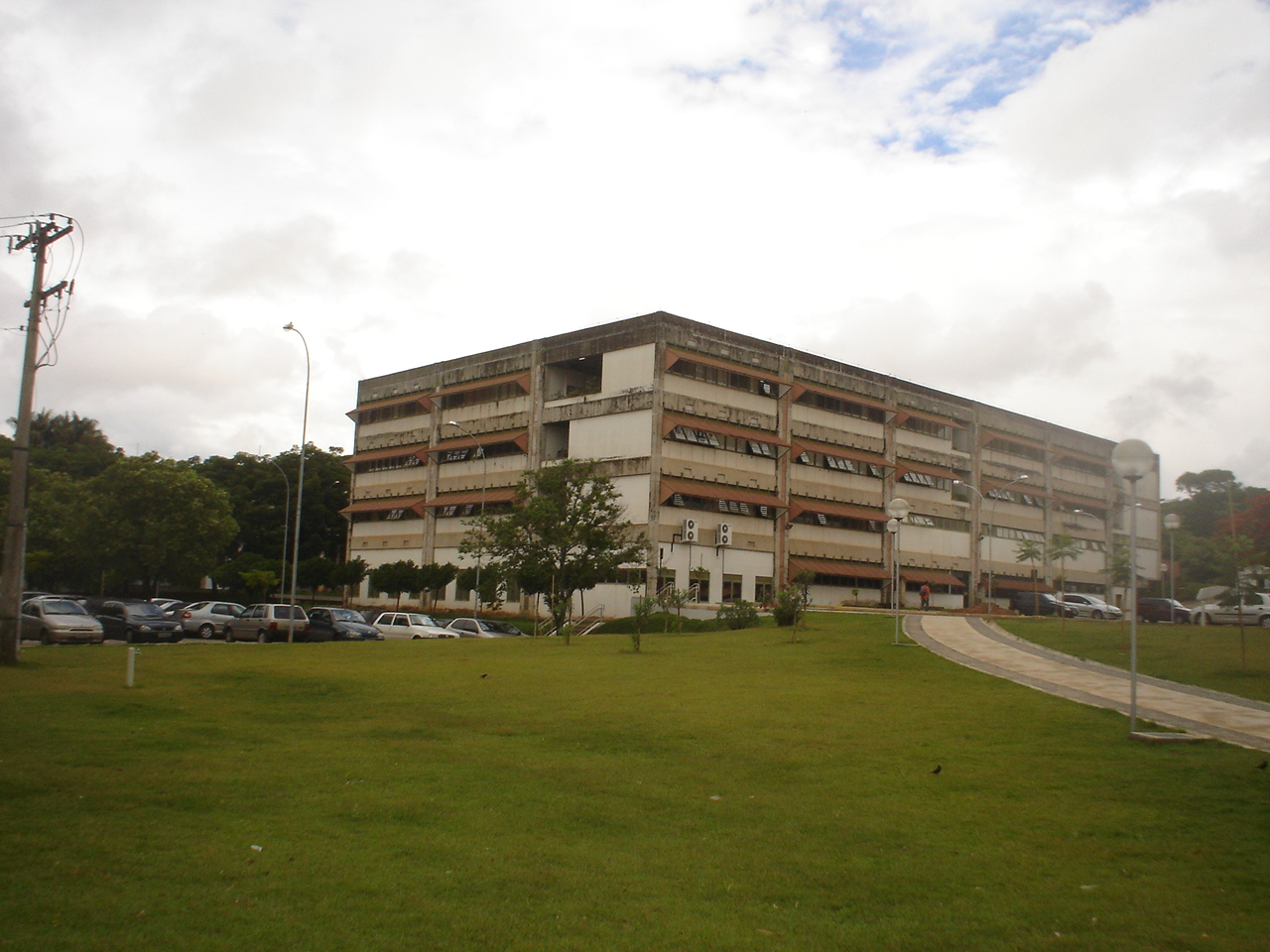
Edifício da Fafich no campus da UFMG

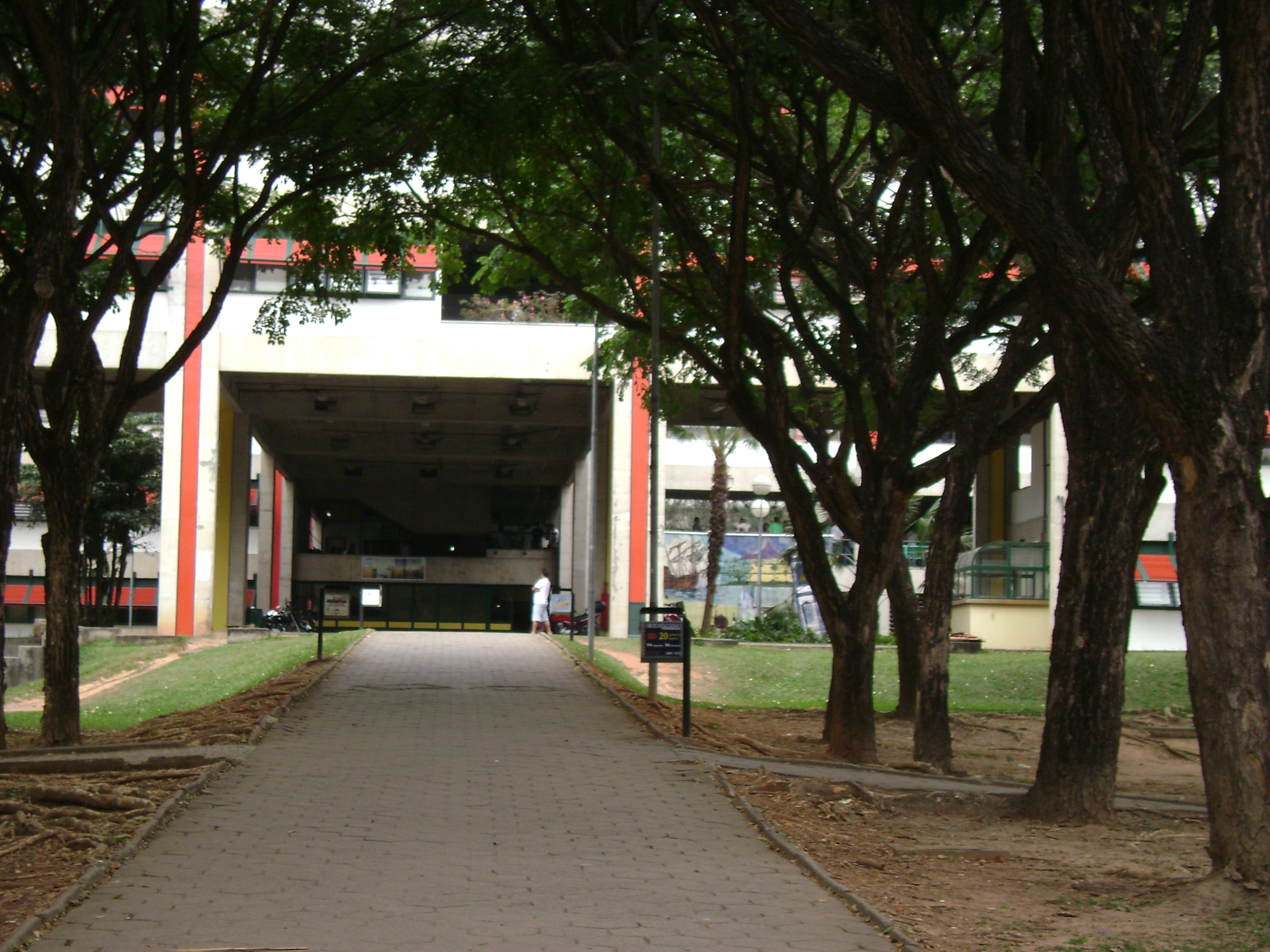
Entrada principal do edifício da Fafich

A Faculdade de Filosofia e Ciências Humanas (Fafich) da Universidade Federal de Minas Gerais (UFMG) foi fundada no dia 21 de abril de 1939. É formada pelos cursos de graduação de Filosofia (diurno e noturno), Ciências Sociais (diurno), História (diurno e noturno), Psicologia (diurno), Comunicação Social (diurno e noturno), Arqueologia (noturno), Antropologia (noturno), Ciências Socioambientais (noturno), Gestão Pública (noturno), além de cursos de Pós-Graduação e Extensão. Alunos de outros cursos, como Direito, Administração e Geografia, estudam obrigatoriamente pelo menos um semestre nesta faculdade.
No dia 28 de abril de 2014 a Fafich celebrou seus 75 anos de fundação em cerimônia presidida pelo reitor Jaime Arturo Ramirez. Na cerimônia foram feitas homenagens e depoimentos sobre sua trajetória de resistência e pluralidade tanto no cenário mineiro quanto brasileiro.
O prédio da Fafich é compartilhado com a da Escola de Ciência da Informação (biblioteconomia) e o da Faculdade de Letras.

## Pós-graduação
No âmbito da pós-graduação, lato sensu e stricto sensu, a Fafich oferece formação nas seguintes áreas: Antropologia, Ciência Política, Sociologia,Comunicação Social, Filosofia, História e Psicologia.

## Extensão
A Fafich também oferece cursos de extensão, como o curso de línguas estrangeiras do Centro Acadêmico de Ciências Sociais (CACS-UFMG).

## Eventos acadêmicos
A Fafich tem se destacado por sediar encontros de importância nacional, como da Associação Brasileira de Ciência Política (ABCP), da Sociedade Brasileira de Psicologia (SBP), da Associação Nacional de Pesquisa e Pós-Graduação em Psicologia (ANPEPP). Além disso, os discentes organizam eventos acadêmicos, como as Semanas de Ciências Sociais, organizadas pelo Centro Acadêmico de Ciências Sociais e a Semana da Consciência, organizada pelo Centro Acadêmico da Filosofia (Cafca) e os alunos do curso, que todo ano recebem vários professores e pesquisadores de todo o país e do mundo para palestras, mesas redondas e debates. Também são comuns encontros internacionais, como o Colóquio Hume, realizado pelo Departamento de Filosofia e pelo Grupo Hume.

## Ex-alunos destaque
- Betinho - Sociologia
- Fernanda Takai - Comunicação Social
- Francisco Iglesias - História
- José Murilo de Carvalho - Sociologia
- Miguel Arcanjo Prado - Comunicação Social
- Rafael Mordente - Comunicação Social
- Roque Laraia - História
- Samuel Rosa - Psicologia
- Simon Schwartzman - Sociologia